# Attention
Ej att förväxla med Riksförbundet Attention
Attention, normalt förkortat att., anger i en adress namnet på den person inom en organisation som ett visst brev skall tillställas. 
Termen kommer från franskans  à l’attention de via engelskans for the attention of, på engelska normalt förkortat att. eller attn., och betyder ungefär "för att uppmärksammas av".Personnamnet som föregås av att. sätts på raden under organisationsnamnet och visar således att brevet även kan öppnas av en kollega om så skulle behövas, till skillnad från vad som gäller vid c/o.